# César a la millor pel·lícula publicitària
El César a la millor pel·lícula pulicitària va ser un premi que va atorgar l'Acadèmia de les Arts i Tècniques del Cinema de França. El premi va ser entregat durant 2 anys seguits, el 1985 i el 1986.

## Palmarès
- Font: Pàgina oficial del premi.

### Dècada del 1980
| Any                               | Títol original        | Director | Pais |
| --------------------------------- | --------------------- | -------- | ---- |
| 1985                              |                       |          |      |
| Les vautours, Hertz               | Jean-Jacques Annaud   | França   |      |
| L'aventurier, Grundig             | Yves Lafaye           | França   |      |
| Chinoise, Maggi                   | Jean-Baptiste Mondino | França   |      |
| Flamenco, Orangina                | Jean-Paul Goude       | França   |      |
| James Bond, Peugeot 205 GTI       | Gérard Pires          | França   |      |
| Kodachrome, Kodak                 | Jean-Paul Goude       | França   |      |
| Les petits hommes verts, Lustucru | Etienne Chatiliez     | França   |      |
| Le psychiatre, Brother Industries | Etienne Chatiliez     | França   |      |
| 1986                              |                       |          |      |
| Citroën                           | Jean Becker           | França   |      |
| Cacharel                          | Sarah Moon            | França   |      |
| Eram                              | Etienne Chatiliez     | França   |      |
| Free time                         | Etienne Chatiliez     | França   |      |
| Lee Cooper                        | Jean-Paul Goude       | França   |      |